# Цинева
Цине́ва (укр. Цінева) — село в Дубинской сельской общине Калушского района Ивано-Франковской области Украины.
Согласно итогам переписи 2001 года, население составляло 1648 человек. Занимает площадь 18,21 км². Почтовый индекс — 77640. Телефонный код — 3474.